# Klassenlogik
Die Klassenlogik ist im weiteren Sinn eine Logik, deren Objekte als Klassen bezeichnet werden. Im engeren Sinn spricht man von einer Klassenlogik nur dann, wenn Klassen durch eine Eigenschaft ihrer Elemente beschrieben werden. Diese Klassenlogik ist daher eine Verallgemeinerung der Mengenlehre, die nur eine eingeschränkte Klassenbildung erlaubt.

## Klassenlogik im weiteren Sinn
Vorläufer der Klassenlogik sind die Dihairesis bei Platon und vor allem die Syllogistik des Aristoteles mitsamt ihren späteren Modifikationen. Aristoteles arbeitet meist mit Begriffen (termini, Termen), ohne diese als Klassen zu bezeichnen. Erst 1847 bezeichnete George Boole in seiner mathematischen Analyse der aristotelischen Syllogistik Begriffe als Klassen; er beschrieb aber Klassen nicht durch ihre Elemente und deren Eigenschaften, so dass bei ihm noch keine Klassenlogik im engeren Sinn vorliegt. Das gilt auch für die moderne boolesche Algebra, die Booles Nachfolger aus dessen Kalkül entwickelten.
Auch die Neumann-Bernays-Gödel-Mengenlehre NBG von 1937 bis 1940 ist eine Klassenlogik im weiteren Sinn, die als Erweiterung der Zermelo-Fraenkel-Mengenlehre ZF konzipiert ist, so dass sie außer den üblichen Mengen auch sogenannte echte Klassen als Objekte hat, die in ZF fehlen, weil sie in der naiven Mengenlehre Antinomien erzeugen. NBG und ZF bauen in der heute üblichen strengen Formalisierung auf einer Prädikatenlogik auf und haben offiziell keine für die Klassenlogik typischen Klassenterme {\displaystyle \left\{x\mid A(x)\right\}}, sondern benützen diese nur virtuell als Schreibweise auf metasprachlicher Ebene. Beide Mengenlehren werden also in der Praxis klassenlogisch notiert. Sie lassen sich aber auch problemlos im Rahmen einer Klassenlogik im engeren Sinn formal korrekt aufbauen.

## Klassenlogik im engeren Sinn
Die erste Klassenlogik im engeren Sinn schuf Giuseppe Peano 1889 als Grundlage für seine Arithmetik (Peano-Axiome). Er führte den Klassenterm ein, der Klassen formal korrekt durch eine Eigenschaft ihrer Elemente beschreibt. Heute notiert man diesen Klassenterm in der Form {\displaystyle \left\{x\mid A(x)\right\}}, bei dem {\displaystyle A(x)} eine beliebige Aussage ist, die alle Klassenelemente {\displaystyle x} erfüllen. Peano axiomatisierte erstmals den Klassenterm und benutzte ihn uneingeschränkt. Gottlob Frege versuchte 1893 ebenfalls, die Arithmetik in einer Logik mit Klassentermen zu begründen; in ihr entdeckte Bertrand Russell 1902 aber einen Widerspruch, der als Russellsche Antinomie bekannt wurde. Dadurch wurde allgemein bewusst, dass man Klassenterme nicht bedenkenlos verwenden kann.
Zur Lösung der Problematik entwickelte Russell von 1903 bis 1908 seine Typentheorie, die nur noch einen sehr eingeschränkten Gebrauch von Klassentermen zuließ. Auf Dauer setzte sie sich aber nicht durch, sondern die bequemere und leistungsfähigere, von Ernst Zermelo 1907 initiierte Mengenlehre. Sie ist aber in ihrer jetzigen Form (ZF oder NBG) keine Klassenlogik im engeren Sinn mehr, da sie den Klassenterm nicht axiomatisiert, sondern nur in der Praxis als nützliche Schreibweise gebraucht. Willard Van Orman Quine beschrieb 1937 eine sich nicht an Cantor oder Zermelo-Fraenkel, sondern an der Typentheorie orientierende Mengenlehre in New Foundations (NF). 1940 erweiterte Quine NF zur Mathematical Logic (ML). Da sich in der Erstfassung von ML aber die Antinomie von Burali-Forti herleiten ließ, präzisierte Quine ML, behielt die verbreitete Anwendung von Klassen bei, griff einen Vorschlag von Hao Wang auf und führte 1963 in seiner Mengenlehre {\displaystyle \left\{x\mid A(x)\right\}} als virtuelle Klasse ein, so dass Klassen zwar noch nicht vollwertige Terme sind, aber Teilterme in definierten Kontexten.
Von Quine ausgehend entwickelte Arnold Oberschelp ab 1974 die erste voll funktionsfähige moderne axiomatische Klassenlogik. Sie ist eine widerspruchsfreie Erweiterung der Prädikatenlogik und erlaubt (wie Peano) den uneingeschränkten Gebrauch von Klassentermen. Sie benutzt auch alle Klassen, die in der naiven Mengenlehre Antinomien erzeugen, als Terme. Das ist möglich, weil sie keine Existenzaxiome für Klassen annimmt. Sie setzt insbesondere keine Mengenaxiome voraus, kann aber solche zusätzlich aufnehmen und syntaktisch korrekt in der traditionell-einfachen Darstellung mit Klassentermen formulieren; zum Beispiel entwickelt die Oberschelp-Mengenlehre die Zermelo-Fraenkel-Mengenlehre im Rahmen der allgemeinen Klassenlogik. Eine klassenlogische Aufstockung der ZF-Sprache garantieren drei Prinzipien, mit denen umständliche ZF-Formeln in bequeme Klassen-Formeln übersetzbar sind; sie bilden ohne Mengenaxiome zusammen mit den Axiomen der Prädikatenlogik ein Axiomensystem für eine einfache allgemeine Klassenlogik:
Das Abstraktionsprinzip besagt, dass Klassen ihre Elemente durch eine logische Eigenschaft beschreiben:
{\displaystyle \forall y\colon (y\in \{x\mid A(x)\}\iff A(y))}
Das Extensionalitätsprinzip beschreibt die Gleichheit von Klassen durch Übereinstimmung ihrer Elemente und erübrigt das auf Mengen eingeschränkte Extensionalitätsaxiom in ZF:
{\displaystyle A=B\iff \forall x\colon (x\in A\iff x\in B)}
Das Komprehensionsprinzip legt die Existenz einer Klasse als Element fest:
{\displaystyle \{x\mid A(x)\}\in B\iff \exists y\colon (y=\{x\mid A(x)\}\land y\in B)}

## Effizienz
„Eine klassenlogische Sprache entspricht der tatsächlich verwendeten mathematischen Sprache weit besser als eine prädikatenlogische Sprache.“